# Carlos Galeano (ciclista)
Carlos Galeano (nascido em 13 de agosto de 1950) é um ex-ciclista colombiano. Representou seu país, Colômbia, no ciclismo nos Jogos Olímpicos de Verão de 1972.